# Spilosoma leucoptera
Spilosoma leucoptera är en fjärilsart som beskrevs av Alphéraky 1897. Spilosoma leucoptera ingår i släktet Spilosoma och familjen björnspinnare. Inga underarter finns listade i Catalogue of Life.